# Bulia morelosa
Bulia morelosa är en fjärilsart som beskrevs av Richards 1941. Bulia morelosa ingår i släktet Bulia och familjen nattflyn. Inga underarter finns listade i Catalogue of Life.